# Sten Tesch
Sten Axel Tesch, född 21 april 1943 i Linköping, är en svensk arkeolog och museiman. 

## Karriär som arkeolog
Tesch disputerade vid Uppsala universitet 1993 på avhandlingen Houses, Farmsteads and Long-term Change. A Regional Study of Prehistoric Settlements in the Köpinge Area, In Scania, Southern Sweden. Han var verksam vid Riksantikvarieämbetets arkeologiska undersökningsverksamhet från 1967 till 1985, i Uppland, Södermanland, Östergötland och Skåne. Tesch medverkade i projektet Medeltidsstaden 1982–1983 med två rapporter om Ystad (nr 43 Ystad I och nr 44 Ystad II, en omlandsstudie. Landet födde männen, havet skapade staden). År 2014 skrev han en uppföljning av Ystadrapporten: Ystad Revisited. Ny arkeologiska perspektiv på ett gammalt sjörövare- och lurendrejarenäste.  
Tesch var åren 1982–1990 delprojektledare inom det så kallade Ystadprojektet vid Lunds universitet, en tvärvetenskaplig studie av människan och kulturlandskapets förändringar i en sydskånsk kustbygd under 6000 år. 
Tesch har publicerat vetenskapliga arbeten dels om bebyggelsearkeologiska frågor under brons- och järnåldern med material främst från exploateringsundersökningar i Skåne och Södermanland, dels om medeltidsproblem och frågor kring den tidiga svenska urbaniseringen, särskilt Ystad, Söderköping och Sigtuna. 

## Sigtuna museum
Åren 1985–2010 var Tesch chef för Sigtuna museum. I Sigtuna museums regi genomfördes under denna period hundratals arkeologiska undersökningar, varav flera mycket omfattande. Utgrävningsresultaten innebar en ny era för Sigtunaforskningen och därmed en ny syn på Sigtunas äldsta historia, den som idag ingår i den gängse berättelsen om Sigtuna. De nya utgrävningsresultaten redovisades såväl i vetenskapliga och populära skrifter, som genom utställningar och informationsskyltar runt omkring i staden. Tesch såg till att museet 2006 återupptog utgivningen av den vetenskapliga årsskriften Situne Dei.